# ゴルフダイジェストトーナメント
ゴルフダイジェストトーナメントは、株式会社ゴルフダイジェスト社主催、日本プロゴルフ協会公認で1973年から1997年まで開催されていたゴルフトーナメントである。

## 概要
会場は静岡県裾野市の東名カントリークラブを舞台に開催されていた。優勝者にはゴルフダイジェスト定期購読1年分が与えられた。

## 歴代優勝者
ゴルフダイジェストトーナメント
- 1997 ブラント・ジョーブ
- 1996 水巻善典
- 1995 スチュワート・ジン

アサヒビールゴルフダイジェストトーナメント
- 1994 溝口英二
- 1993 尾崎将司
- 1992 奥田靖己
- 1991 浜野治光
- 1990 須貝昇

ポラロイド杯ゴルフダイジェストトーナメント
- 1989 横島由一
- 1988 尾崎将司
- 1987 イアン・ベーカー・フィンチ
- 1986 中嶋常幸
- 1985 ドナルド・アルバート・ワイブリング

ゴルフダイジェストトーナメント
- 1984 前田新作
- 1983 金井清一
- 1982 謝敏男
- 1981 中尾豊健
- 1980 杉原輝雄
- 1979 郭吉雄
- 1978 天野勝
- 1977 村上隆
- 1976 中嶋常幸
- 1975 山田健一
- 1974 村上隆
- 1973 杉原輝雄